# Kukówka (Kamienicki Młyn)
Kukówka (dodatkowa nazwa w j. kaszub. Kùkówka) – część wsi Kamienicki Młyn w Polsce, położona w województwie pomorskim, w powiecie kartuskim, w gminie Sierakowice, na północnozachodnim krańcu Kaszubskiego Parku Krajobrazowego, w kompleksie Lasów Mirachowskich, nad południowym brzegiem jeziora Potęgowskiego. Kukówka jest częścią składową sołectwa Kamienica Królewska. 
W latach 1975–1998 Kukówka administracyjnie należała do województwa gdańskiego.